# Kanton Montiers-sur-Saulx
Montiers-sur-Saulx is een voormalig kanton van het Franse departement Meuse. Het kanton maakte deel uit van het arrondissement Bar-le-Duc. In maart 2015 is het kanton opgeheven en zijn de gemeenten opgenomen in het kanton Ligny-en-Barrois.

## Gemeenten
Het kanton Montiers-sur-Saulx omvatte de volgende gemeenten:
- Biencourt-sur-Orge
- Le Bouchon-sur-Saulx
- Brauvilliers
- Bure
- Couvertpuis
- Dammarie-sur-Saulx
- Fouchères-aux-Bois
- Hévilliers
- Mandres-en-Barrois
- Ménil-sur-Saulx
- Montiers-sur-Saulx (hoofdplaats)
- Morley
- Ribeaucourt
- Villers-le-Sec